# Alexander Pawlowitsch Guljajew

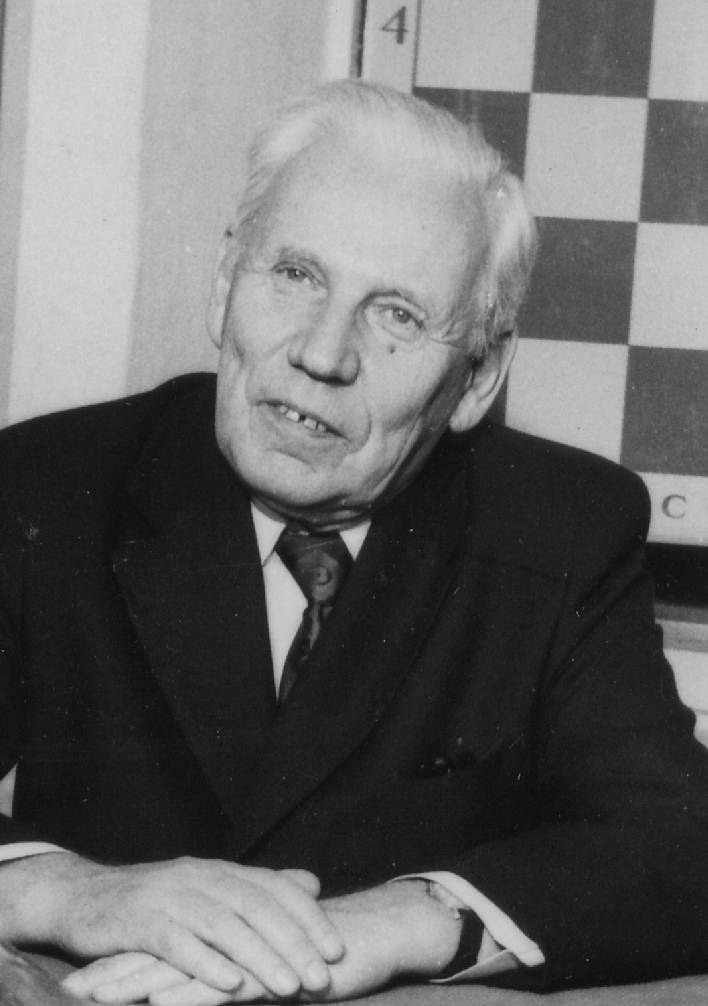
Alexander Pawlowitsch Guljajew (Grin)

Alexander Pawlowitsch Guljajew (russisch Александр Павлович Гуляев; * 18. November 1908 in Sankt Petersburg; † 18. Februar 1998), nach 1958 bekannt unter seinem Pseudonym Alexander Pawlowitsch Grin (russisch Грин), war ein sowjetischer Spezialist für Metallurgie, Professor und Schachkomponist.

## Berufliche Laufbahn
Nach seinem Schulabschluss entschied sich Guljajew, den Beruf seines Vaters zu ergreifen, und studierte bis 1930 an der Fakultät für Nichteisenmetalle der Moskauer Bergbauakademie. Die Vorlesungen von N. A. Minkewitsch prägten ihn für sein weiteres Leben.
1932 ging an das Moskauer Luftfahrtinstitut, verteidigte 1939 seine Dissertation, wenige Jahre später seine Habilitationsarbeit und arbeitete dort bis 1948, die letzten 6 Jahre als Leiter der Abteilung für Metalle. Er gründete eine Schule junger Wissenschaftler in der Metallforschung, die ihrerseits wiederum neue Schulen aufbauten. Seine Forschungen wurden zwischenzeitlich unterbrochen, als Guljajew im Mai 1945 nach Berlin kam, dort das Ende des Zweiten Weltkriegs erlebte und bis Oktober 1945 als Sachverständiger für Reparationen eingesetzt war.
In der Folgezeit arbeitete er an weiteren wissenschaftlichen Einrichtungen und übte eine intensive Lehrtätigkeit aus. Ab 1955 gab er eine Fachzeitschrift über die Hitzebehandlung von Metallen heraus, deren Chefredakteur er bis in die 1990er Jahre war. Er publizierte etwa 400 Aufsätze auf diesem Gebiet und 14 Monographien, die auch als Lehrbuchausgaben erschienen. Er betreute mehr als 50 Doktoranden, viele vom ihnen habilitierten später selbst.
Seine wissenschaftliche Laufbahn von 65 Jahren war außergewöhnlich lang, genau diese Zeitspanne lag zwischen seiner ersten Publikation 1932 und seiner letzten 1997. Guljajew war Professor, Doktor der Ingenieurwissenschaften und Verdienter Wissenschaftler und Ingenieur der Russischen Föderation.

## Schachkomposition
1924 publizierte Guljajew seinen ersten Zweizüger. Er komponierte vorrangig Zwei- und Dreizüger. Im Jahr 1958 pausierte er, da er unzufrieden damit war, dass er nicht für die sowjetische Delegation nominiert wurde, die zum Piraner Kongress reiste. Guljajew hatte aber Sinn für Humor. Ab dieser Zeit publizierte er seine Schachkompositionen unter dem Pseudonym Grin (englisch für Grinsen). Es wurde spekuliert, dass er stattdessen Green (Grün) meinte. Oftmals wurde sein Pseudonym in westlichen Zeitschriften fälschlich so transkribiert.
Nach der Pause beschäftigte er sich stärker mit Studien und Hilfsmatts. Insgesamt komponierte Guljajew etwa 200 Studien. Er war unter dem Pseudonym Grin zweifacher Meister der Schachkomposition der UdSSR und einer der ersten, die den Titel Meister des Sports der UdSSR verliehen bekamen.
|   | a | b | c | d | e | f | g | h |   |
| 8 |   |   |   |   |   |   |   |   | 8 |
| 7 |   |   |   |   |   |   |   |   | 7 |
| 6 |   |   |   |   |   |   |   |   | 6 |
| 5 |   |   |   |   |   |   |   |   | 5 |
| 4 |   |   |   |   |   |   |   |   | 4 |
| 3 |   |   |   |   |   |   |   |   | 3 |
| 2 |   |   |   |   |   |   |   |   | 2 |
| 1 |   |   |   |   |   |   |   |   | 1 |
|   | a | b | c | d | e | f | g | h |   |

Lösung:

Um den schwarzen Freibauern auf h2 aufzuhalten, gibt Weiß alles.

1. Ld3–e4 f5xe4

2. Te6–e5+ Kg5–g4 Das Potter-Manöver.

3. Te5xe4+ Kg4–g3

4. Te4–e1 Sc1–d3

5. Te1–f1 Kg3–g2

6. Kd1–e2 Sd3–f4+

7. Ke2–e1 Sf4–h3  droht die Verstellung Sh3–g1

8. Tf1–h1! Kg2xh1

9. Ke1–f1 positionelles Remis.
Die Studie endet in ein bekanntes theoretisches Remis. Mit etwas Phantasie kann man diese Stellung auch als Festung ansehen, die allerdings im Gegensatz zu gewöhnlichen Festungen sehr geräumig ist, denn sie besteht aus nahezu dem gesamten Brett. Indem der weiße König zwischen f1 und f2 pendelt, kann er seine Festung vor drohender Übermacht verteidigen.
1956 wurde Guljajew zum Internationalen Schiedsrichter für Schachkomposition ernannt. 1988 wurde ihm der Titel Großmeister für Schachkomposition verliehen. In seiner 74-jährigen Schachkarriere publizierte er über 1000 Kompositionen, 300 davon erhielten Preise. Zweifellos befruchteten sich bei ihm wissenschaftliche Arbeit und Schachkomposition gegenseitig.
1995 hielt der bereits betagte Komponist auf dem jährlich stattfindenden Treffen der Schachkomponisten, das in jenem Jahr im finnischen Turku stattfand, einen Fachvortrag. In der sich anschließenden Diskussion wechselte Guljajew plötzlich von der englischen Sprache in die russische ohne es selbst zu bemerken. Das Auditorium nahm es mit einem Schmunzeln zur Kenntnis ohne seinen Wortschwall zu unterbrechen. Die Mehrzahl verstand ohnehin, was er meinte, und der Rest wurde von seinen lautstarken Argumenten überzeugt.

## Leben
Der Vater Guljajews war ein Ingenieur für Metallurgie, die Mutter Lehrerin. Der Beruf des Vaters brachte die Familie 1910 nach Jekaterinoslaw. 1915 zog die Familie in den Ural, und der Vater arbeitete als Manager des Hüttenwerkes in Lysva. Nach der Oktoberrevolution übersiedelte die Familie nach Jekaterinburg und 1923 schließlich nach Moskau.
1929 lernte Guljajew die Ballerina am Bolschoi-Theater Olga Aleksandrowna Baryschewa-Scharpantje kennen und heiratete sie. Beide wurden am 18. November 1908 geboren und starben am 18. Februar 1998.

## Werke (Auswahl)
- Alexander Pawlowitsch Guljajew u. a.: 300 Schachmatnych sadatsch. Leningrad, Moskau, 1933 (russisch)
- Alexander Pawlowitsch Guljajew: Kak reschat schachmatnyje sadatschi?, 2. Auflage, Moskau, Leningrad, 1936 (russisch)
- Alexander Pawlowitsch Guljajew u. a.: Sowjetski schachmatny etjud. Moskau, 1955 (russisch)
- Alexander Pawlowitsch Guljajew: Isbrannyje schachmatnyje sadatschi i etjudy. Moskau, 1956 (russisch)
- Alexander Pawlowitsch Guljajew: Snamenityje komposizii. Moskau, 1973 (russisch)
- Alexander Pawlowitsch Guljajew u. a.: Isbrannyje komposizii. Moskau, 1985 (russisch)